# Episcepsis
Episcepsis é um gênero de traça pertencente à família Arctiidae.